# Рябченко, Николай Андреевич
Николай Андреевич Рябченко (род. 1 мая 1941, Катав-Ивановск, Челябинская область) — советский и украинский промышленный деятель, председатель правления ОАО «Криворожский цементно-горный комбинат» Днепропетровской области. Народный депутат Украины 1-го созыва.

## Биография
Родился 1 мая 1941 года в городе Катав-Ивановск в семье руководителя треста «Уралцемент» Андрея Петровича Рябченко.
В 1958 году поступил и в 1963 году окончил Казахский технологический институт, инженер-технолог промышленности строительных материалов.
В 1963—1968 годах — электрослесарь Чимкентского цементного завода, мастер обжига, начальник цеха пылеуловления, начальник цеха помола Семипалатинского цементно-шиферного комбината Казахской ССР.
В 1968—1970 годах — начальник цеха обжига, главный технолог Старооскольского цементного завода Белгородской области РСФСР.
В 1970—1973 годах — главный инженер Теплоозёрского цементного завода Хабаровского края РСФСР.
Член КПСС с 1971 года.
В 1973—1978 годах — заместитель главного инженера Старооскольского цементного завода Белгородской области РСФСР.
В 1978—1983 годах — главный инженер, директор Каменец-Подольского цементного завода Хмельницкой области УССР.
С 1983 года — генеральный директор Криворожского цементно-горного комбината; глава правления открытого акционерного общества «Криворожский цементно-горный комбинат» (Кривой Рог).
18 марта 1990 года избран народным депутатом Украины, 2-й тур, 46,63 % голосов, 6 претендентов. Председатель группы «Промышленники» фракции «Новая Украина». Глава подкомиссии комиссии Верховной рады Украины по вопросам строительства, архитектуры и жилищно-коммунального хозяйства.
Был членом правления объединения «Новая Украина». Позже — член Партии регионов.
С 1997 года — член наблюдательного совета межгосударственного концерна «Цемент» от Украины. Член правления промышленной группы УСПП в городе Кривой Рог Днепропетровской области.

## Награды
- медаль «В ознаменование 100-летия со дня рождения Владимира Ильича Ленина» (1970);
- Медаль «За заслуги перед городом» (1999)[уточнить];
- Заслуженный учитель Украины (1993);
- Заслуженный работник промышленности Украины (март 2002)[1].